# ホテル・ウェスティン・ライプツィヒ
ウェスティン・ライプツィヒは、高さ96メートルで、ライプツィヒで最も高い建物の一つである。このホテルは、当初は「インターホテル・メルクーア」であったが、2003年からはスターウッド・ホテルチェーンに属している。

## 歴史
1978年ドイツ民主共和国の外国貿易企業Limexと日本のJapan GDR Project Companyとの間で五つ星ホテル建設の契約が調印された。鹿島建設が設計と施工を行った。建設費用は161億円であった。
1978年9月に定礎式が行われた。外装ファザードの建設に必要なプレキャストコンクリート部材はすべて西ベルリンから供給された。1981年1月31日に、鹿島建設は完成した建物をインターホテル連合に引き渡した。
1981年3月13日、ライプツィヒ春季見本市の開幕と同時にホテル・メルクーアがオープンした。落成式にはドイツ民主共和国の各大臣および国家中央機関の幹部の他に、日本の経済界の代表約100人が参列した。

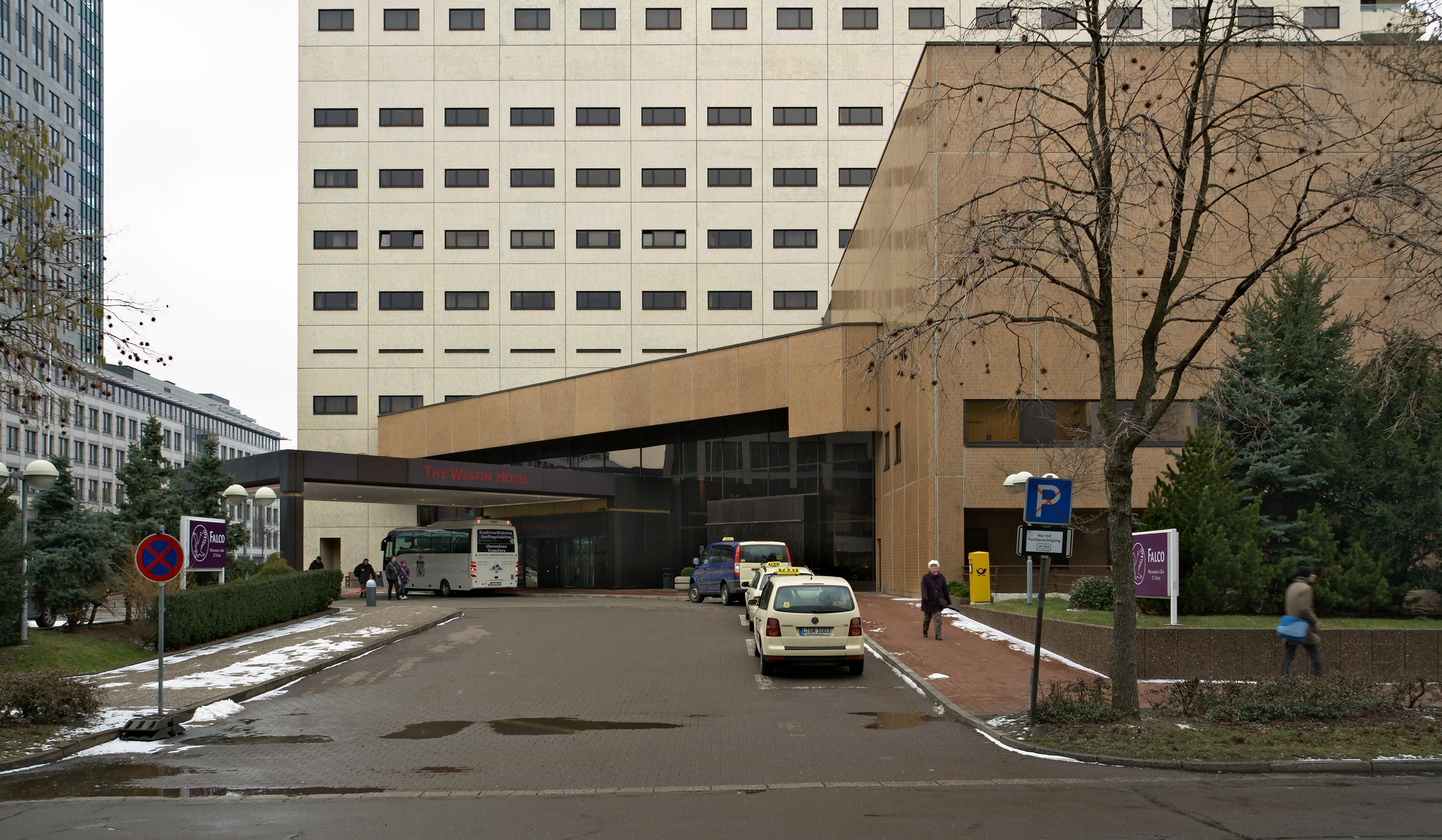
ホテル入口とタクシー乗り場 (2011)

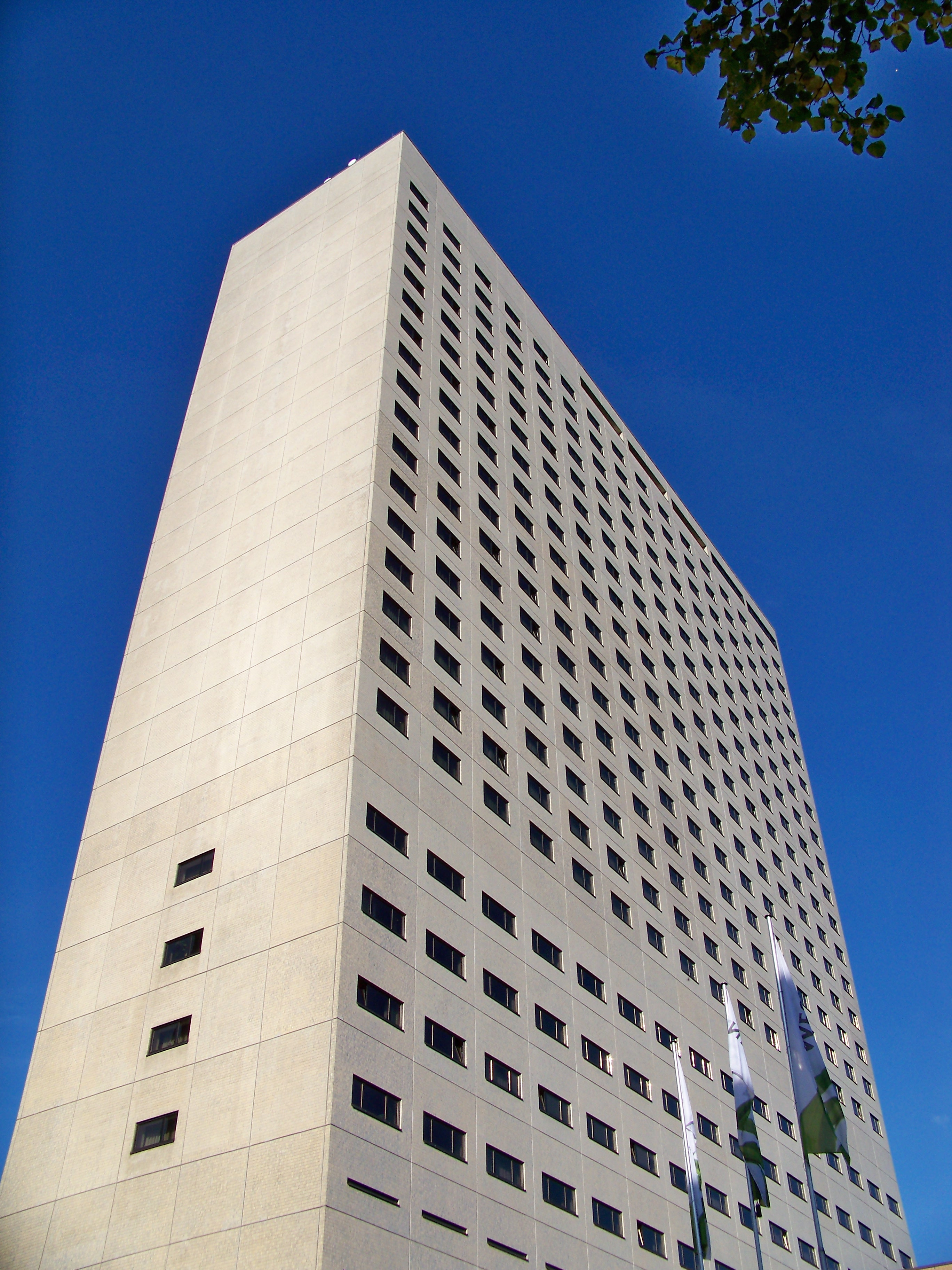
ウェスティン・ライプツィヒの南側ファサード

オープン当時、ホテル・メルクーアは700人を収容できる447室の空調設備を備えた客室とスイート、合計800人を収容できる12のレストラン、バー、クラブ（ズールに次いでドイツ民主共和国で二番目の日本料理店「さくら」もその一つであった）、および5つの小宴会場と265人を収容できる宴会・会議センターを擁していた。ホテル従業員は740人で、そのうち110人はインターショップで働いていた。ホテルは15台の乗用車（ヴァルトブルク、ラダ、ボルボ）を所有し、さらには旅券検査・ビザ発給所も設けられていた。
1987年1月には同ホテルで第15回内科医会議が開催され、4月には国際解剖学会議が、9月には欧州糖尿病学会の第23回年次大会が開催された。1991年には、ホテル・メルクーアがアルゲマイネ・ホテル・ウント・ガストロノミー・ツァイトウング（一般ホテル・飲食店新聞）（AHGZ）のトップテンリストで、ドイツのホテルの第8位にランクされた。
1993年1月1日にインターホテル・メルクーアは、インターコンチネンタル・ホテルズ・グループに引き継がれ、ホテル・インターコンチネンタル・ライプツィヒと改称された。
1993年から94年にかけて総費用4300万ドイツマルクを投じてホテルの改修・改築が行われた。1994年12月には同ホテルで第1回ホセ・カレーラス・ガラが開催され、それに続いて出演者と招待客のためのレセプションが催された。1996年には同ホテルがインターコンチネンタル・ホテル＆リゾートの50周年を祝して、環境保護・慈善キャンペーン「ライプチヒのための一日」を主催した。
2002年末に、この四つ星ホテルはウェスティン・ホテルチェーンに引き継がれ、2003年1月1日にウェスティン・ライプツィヒと改称された。2005年4月26日には27階にペーター・マリア・シュヌアが料理長を務めるレストラン「ファルコ」がオープンした。2006年春にはロビー・エリアが改装された。2008年にはファルコがミシュランガイドで二つ星の評価を受け、それによってこのレストランは東部ドイツ初の二つ星レストランとなった。
ホテル・ウェスティン・ライプツィヒは27階建てで436室を擁している。27階のうち17
階は客室階、3階はオフィス階である。ホテル内にはレストラン「シーズンズ」、「ブリュール」、「ファルコ」、「ヤマト」およびバー・ラウンジ「シントウ」「ファルコ」、「ブルーバー」がある。